# Tove Stang Dahl
Tove Stang Dahl, född den 9 november 1938 i Oslo, död den 11 februari 1993 i Larsbråten i Aurskog-Høland kommun, var en norsk jurist, föregångskvinna inom området kvinnorätt.
Hon tog juridisk ämbetsexamen 1965, och var chef för Avdeling for kvinnerett vid Institutt for offentlig rett på Oslo universitet från 1979. 1988 utnämndes hon till professor i kvinnorätt. Hon blev internationellt uppmärksammad för sin banbrytande verksamhet i gränslandet mellan rättsvetenskap, samhällsvetenskap och etik, och utsågs till hedersdoktor vid Köpenhamns universitet 1986. Hon var ledande vid grundandet av Juridisk rådgivning for kvinner (JURK), Avdeling for kvinnerett och Senter for kvinneforskning.
Dahl var redaktör för samlingsverket Kvinnerett I och II (1985) och har bland annat gett ut Den muslimske familie (1992). Artikelsamlingen Pene piker haiker ikke, som innehåller en samling av hennes mest betydelsefulla arbeten inom kvinnorätt, barnrätt, kriminologi, straffrätt och socialrätt, gavs ut 1994, efter hennes död.

## Familj
Dahl var dotter till konsthistorikerna Ragna och Nic Stang. Hon gifte sig 1960 med historikern och journalisten Hans Fredrik Dahl.